# 森林率
森林率（しんりんりつ）は、ある地域における森林面積の割合。 
各種の統計における「森林」の定義には広狭があり、木本類が生育していない土地（草原など）が含まれることもある。この場合の「森林率」は、「林野率」と同義となる。

## 世界の森林率
森林に関する世界的な統計は、国際連合食糧農業機関 (FAO) から報告されている。それによると、世界の陸地に占める森林の割合は、30.3%である。
- 国別の森林率（例）[2]
  - アジア
    - 中国 ： 21.2%
    - 韓国 ： 63.2%
    - 日本 ： 68.2%
    - インド ： 22.8%

  - ヨーロッパ
    - フィンランド ： 73.9%
    - フランス ： 28.3%
    - イタリア ： 33.9%
    - モナコ ： 0.0%
    - オランダ ： 10.8%
    - ノルウェー ： 30.7%
    - ロシア ： 47.9%
    - スウェーデン ： 66.9%
    - イギリス ： 11.8%

  - 北アメリカ、中央アメリカ
    - アメリカ合衆国 ： 33.1%
    - カナダ ： 33.6%

  - オセアニア
    - オーストラリア ： 21.3%

  - 南アメリカ
    - アルゼンチン ： 12.1%
    - ブラジル ： 57.2%

## 日本の森林率
林野庁の統計によると、日本の森林率は67%である。
- 森林率の高い都道府県[3]
  - 84% : 高知県
  - 81% : 岐阜県
  - 79% : 長野県
  - 78% : 島根県
  - 78% : 山梨県
  - 以下、奈良県、和歌山県、岩手県、宮崎県、徳島県
- 森林率の低い都道府県[3]
  - 31% : 大阪府
  - 31% : 茨城県
  - 31% : 千葉県
  - 32% : 埼玉県
  - 36% : 東京都
  - 以下、 神奈川県、愛知県、福岡県、佐賀県、沖縄県